# Жилой дом по улице Станиславского, 3 (Новосибирск)
Жилой дом по улице Станиславского, 3 — здание, расположенное в Ленинском районе Новосибирска. Построен в 1941 году. Памятник архитектуры регионального значения.

## Описание
Главный фасад дома обращён к западу и выходит на красную линию застройки улицы Станиславского.
Здание имеет симметричную композицию и состоит из разновысотных объёмов: семь этажей в центральной части и пять — в боковых частях. В северной стороне по причине падения рельефа высота дома увеличивается на этаж.
Выразительность внешнего вида достигается благодаря заглублению центральной части по отношению к боковым частям на 1,5 м и наличия в композиции большой прямоугольной арки, её высота равна четырём этажам, ширина – 6 м.
В двух сторонах боковых (пятиэтажных) частей здания находятся прямоугольные портики, им по форме и масштабу соответствуют пилястры, которыми оформлены простенки и обрамлена центральная арка.
На фасаде выделены ритмично расположенные по длине четыре ниши, которым соответствуют уличные входы на первый этаж. Кроме того, фасад украшают модульонный карниз, кронштейны балконов и рустовка первого этажа.
Уличный фасад облицован каменной серой штукатуркой с добавлением мраморной крошки.
Крыша стропильная. Под зданием имеется подвал.

### Габариты
Длина по улице Станиславского — 130 м, длина семиэтажной части в центре здания — 45 м, ширина — 12 м.

### Стилистика
Архитектурный стиль здания соответствует середине 1940-х годов, для которого характерно освоение ордерных форм классики.